# Kneiphöfisches Gymnasium

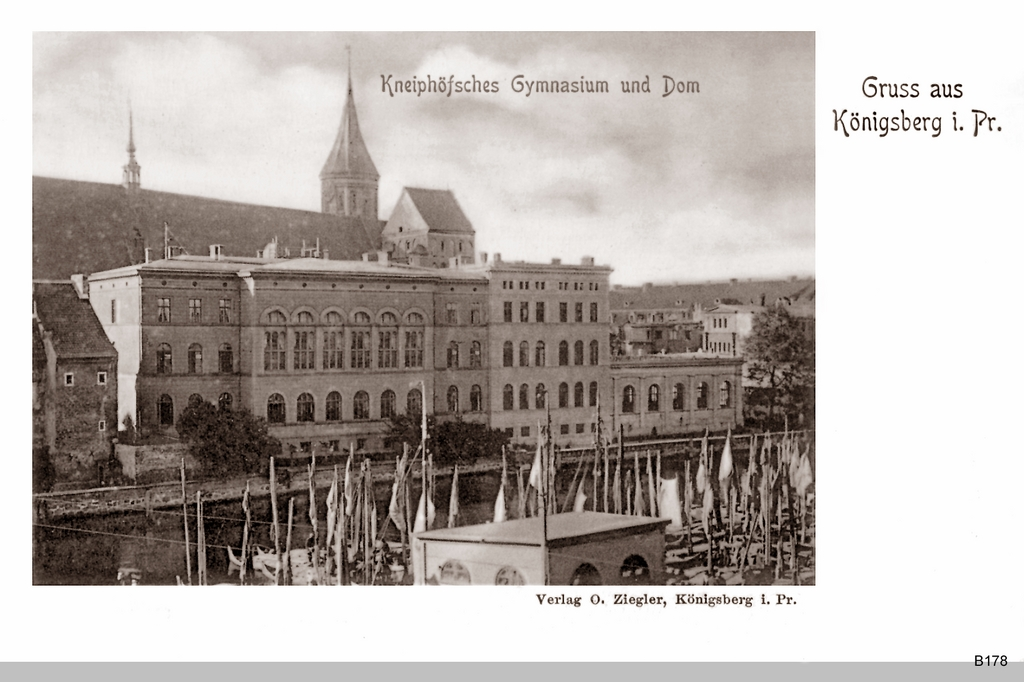
Kneiphöfisches Gymnasium mit Dom vom Fischmarkt gesehen

Das Kneiphöfische Gymnasium (auch: Kneiphöfsches Gymnasium sowie Domgymnasium oder Domschule) in Königsberg in Preußen war die älteste Schule Ostpreußens. Die Gebäude der Schule befanden sich immer in der Nähe des Königsberger Doms im namengebenden Stadtteil Kneiphof.

## Geschichte
Das als Domschule gegründete Gymnasium wurde 1304 erstmals erwähnt (schola cathedralis). 1333 erfolgte die Verlegung auf den Kneiphof nördlich des Doms. 1528 wurde die Schule aufgrund der Reformation dem Rat der Stadt unterstellt und 1534 in eine evangelische Gelehrtenschule umgewandelt. Die Bildungsziele waren: pietas, sapientia und eloquentia, d. h. Frömmigkeit, Weisheit und Ausdrucksvermögen. 1554 kam es zu einem Schülerprotest gegen die Einsetzung des Rektors Campinge, dabei wurde die Schule besetzt. 1560 zog die Schule zur Südseite des Doms um. 1810 wurde sie in eine höhere Bürgerschule umgewandelt. Am 1. November 1831 wurde sie im Rahmen des Königsberger Schulplans ein humanistisches Gymnasium mit Abitur.

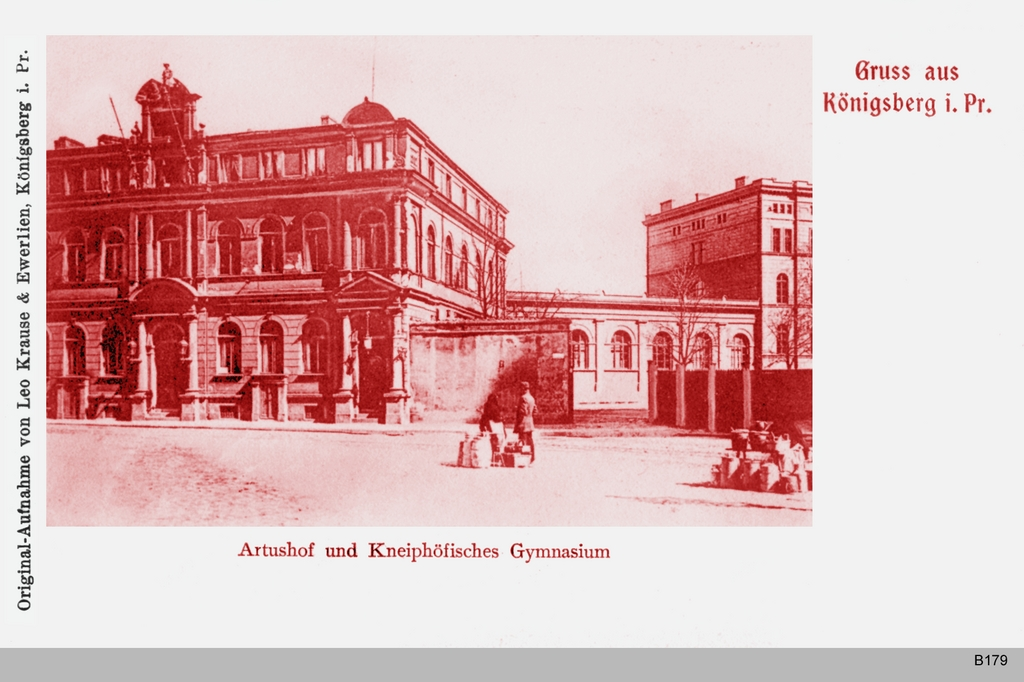
Kneiphöfisches Gymnasium mit Artushof

Im Jahr 1862 wurde das Gymnasium in einen Neubau am durch den Umzug der Königsberger Universität freigewordenen Standort im Nordosten von Kneiphof verlegt. Am 6. Januar 1923 kam es zur Vereinigung mit dem Altstädtischen Gymnasium zum Stadtgymnasium Altstadt-Kneiphof. Das Schulgebäude des vereinigten Gymnasiums war das des Kneiphöfischen Gymnasiums.
Beim Bombenangriff vom 29./30. August 1944 brannte das Gebäude völlig aus. Im Oktober 1944 wurde der behelfsmäßige Schulbetrieb wieder aufgenommen und fand für die beiden humanistischen Gymnasien (Stadtgymnasium und Friedrichskollegium) in einem Ersatzgebäude statt. Am 23. Januar 1945 wurden auf behördliche Anordnung alle Schulen der Stadt geschlossen; damit hörte das Kneiphöfische Gymnasium auf zu bestehen.
Die Couleur der Schule war blau-silber-blau.

## Lehrer
- Richard Armstedt (1851–1931), Philologe, Historiker, Direktor 1900–1921
- Julius Bergenroth (1817–1896), Altphilologe, Landtagsabgeordneter
- Heinrich Bittcher (1816–1844), Theologe
- Franz Brandstäter (1815–1883), Philologe
- Georg Bujack (1835–1891), Prähistoriker
- Martin Chemnitz (1522–1586), Reformator, Rektor 1548–1549
- Leo Cholevius (1814–1878), Literaturhistoriker
- Otto Conditt (1810–1877), Rektor 1836–1839
- Simon Dach (1605–1659), Dichter, Konrektor ab 1636
- Ernst Ellendt, Altphilologe, Oberlehrer 1825–1838
- Johann Gottfried Hasse, Rektor ab 1790
- Eduard Krah, Altphilologe
- Friedrich Krosta, Philologe
- Ernst Kuhnert, Bibliothekar
- Max Lehnerdt, Altphilologe
- Georg Lejeune Dirichlet, Altphilologe
- Leonhard Lentz, Altphilologe, 1. Oberlehrer
- Ludwig Lucas, Rektor 1832–1835
- Rudolf Möller, Philologe
- Jeremias Nigrinus, Konrektor 1619–1620
- Otto Pfundtner, Altphilologe
- Georg Christoph Pisanski, erster Literaturhistoriker des ostpreußischen Raumes, Rektor 1759–1790
- Rudolf Skrzeczka, Direktor 1844–1870
- Anton Viertel, Altphilologe
- Christoph Völkner, Konrektor 1621–1630
- George Wichert, 1844–1857

## Schüler
- Paul Adloff
- Johann Bernhard Anderson
- Selly Askanazy
- Heino von Bischoffshausen
- Joseph Bloch
- Heinrich Gustav Brzoska
- Alfred von Buddenbrock
- Robert Caspary
- Ludwig Clericus
- Lovis Corinth
- Gustav Diercks
- August von Dönhoff
- Adalbert zu Dohna-Lauck
- Erich von Drygalski
- Albert Dulk
- Georg Evert
- Werner Funck
- Richard Garbe
- Gustav von Goßler
- Robert Hagen
- Johann Gustav Hermes
- Carl Kirchhoff
- Gustav Robert Kirchhoff
- Oskar Korsch
- Erich Kühn
- Georg Graf von Lehndorff
- Karl Graf von Lehndorff
- Hermann Maron
- Max Meyhöfer
- Carl Neumann
- Ernst Richard Neumann
- Erhard Riemann
- Adolph Samter (1824–1883), jüdischer Bankier und Zeitungsverleger
- Paul Schlenther
- Alexander Schmidt
- Heinrich Rudolph Schmidt
- Moses Smoira
- Richard Sternfeld
- Johann Strauß
- Stephan von Sydow
- Bruno Taut
- Paul Wegener
- Hans Weinberg (1882–1945), Mitgründer des FC 1900 Königsberg
- Gottfried Weiss
- Georg Weissel
- Franz Wenzlaff
- Richard Weyl
- Ernst Wichert
- August Wittich
- Arthur Zimmermann